# Slåttermaskin

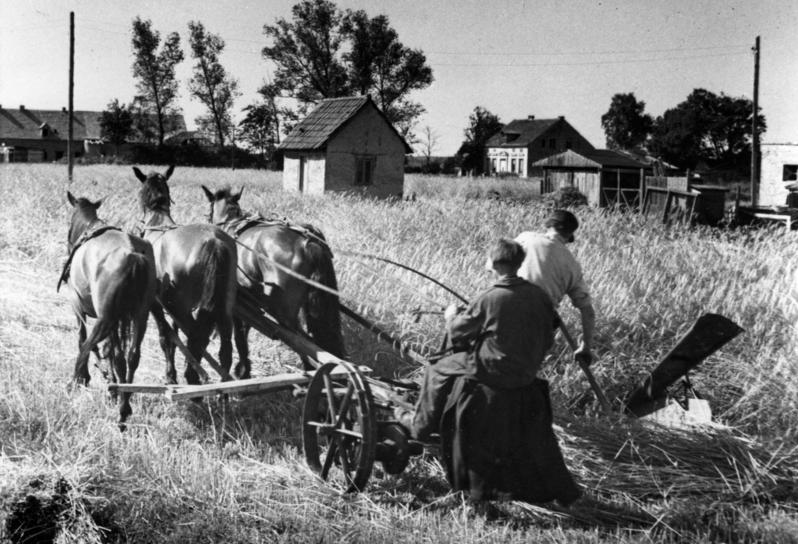
Slåttermaskin dragen av hästar. Denna modell används för skörd av stråsäd.

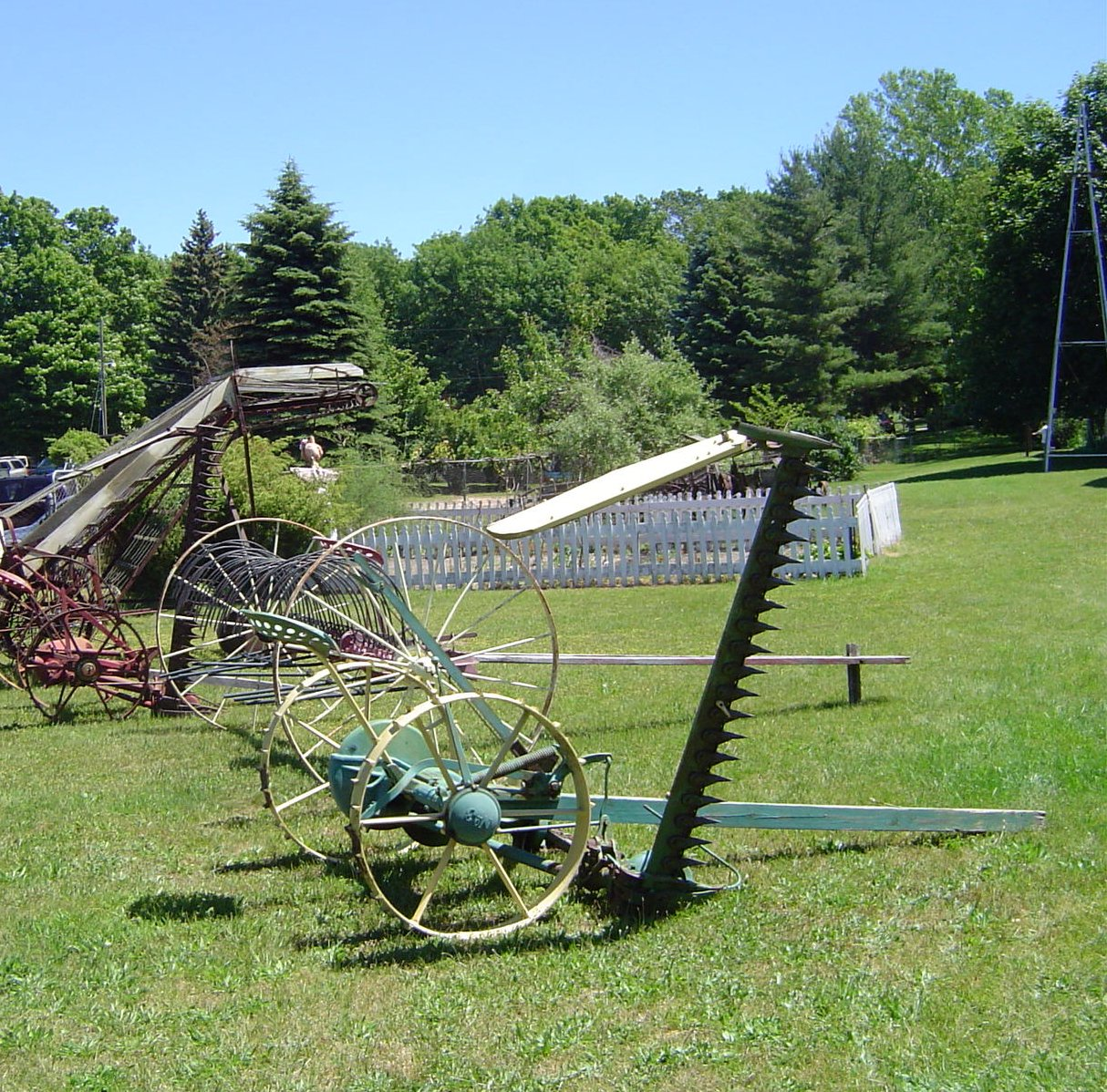
En tidig bogserad slåttermaskin (närmast i bild) med drivning från hjulen. På den uppstickande gula pinnen till vänster är förarsitsen (svår att se utan att visa bild i full storlek).

En slåttermaskin är ett jordbruksredskap avsedd för slåtter av vall, grönfoder eller liknande för produktion av hö eller ensilage. 

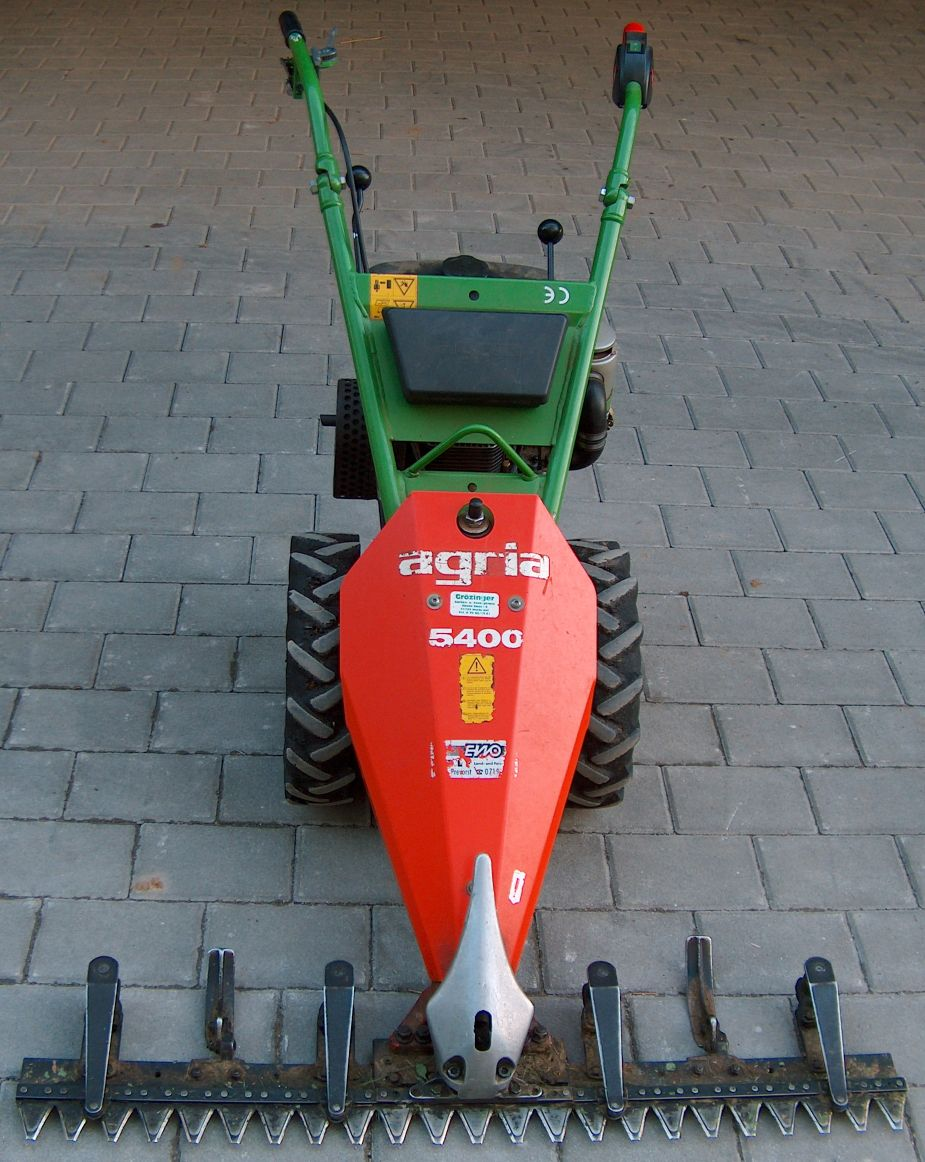
Motordriven Slåtterbalk.

## Hästdragen slåttermaskin
Slåttermaskinen uppfanns i början av 1800-talet, men började bli vanligare först på 1860-talet. Från 1880-talet och framåt fick slåttermaskinen sitt genombrott inom jordbruket som ett billigare alternativ till självbindaren eller självavläggaren, och användes även vid skörd. Den hade en fingerbalk, som var fast, och en rörlig kniv som klippte höet. Via en växellåda överfördes rörelse från hjulen till den rörliga kniven. Drivningen orsakade att det gick tungt att dra sådana slåttermaskiner och parhäst var nödvändigt för att dra slåttermaskiner med lång lie.
Slåttermaskiner hade vanligen en bredd på cirka 3 fot (enbetare) upp till cirka 6 fot (tvåbetare) för parhästar. Konstruktionen med fingerkniv kom att användas även i slåttermaskiner avsedd för montering på traktor. De hästdragna slåttermaskinerna krävde ofta smörjning och en smörjkanna brukade därför vara monterad lättillgängligt på maskinen.
Konstruktionen med fingerbalk är känslig och kan skadas om det sticker upp sten eller annat. Sitsen var vanligen en plåt pressad till formen av en mänsklig bakdel, en robust och tålig konstruktion.

## Traktordragen slåttermaskin
De första traktordragna slåttermaskinerna var direkta konverteringar av de hästanpassade. Senare har den utvecklats till att vara kraftuttagsdriven och buren i trepunktslänkaget. Dessa är inte lämpliga för rationell slåttring idag då arbetskapaciteten är för låg.
Det finns en mängd olika mekanismer men den vanligaste typen av slåttermaskin är idag rotorslåttermaskinen. Andra typer är trumslåttermaskin och rotorslåtterkross (en direkt variant på rotorslåttermaskin).
En slåttermaskin är ofta antingen avsedd för att bogseras efter en traktor eller för att bäras i traktorns trepunktslänkage. Det finns även slåttermaskiner med motor som kan köras för egen maskin. En bogserad slåttermaskin kan tillverkas med större arbetsbredd och framföras i högre hastigheter än en buren. I båda fallen överförs kraften som driver knivbalken med en kraftöverföringsaxel från traktorn.
För att få väldigt stor arbetsbredd används idag kombinationer av en frontmonterad slåttermaskin (i främre trepunktslänkaget) och med buren eller bogserad efterföljande slåttermaskin. Att ha en frontmonterad maskin gör att man inte behöver köra över grödan det första varvet på gärdet.
I kombination med den frontmonterade lyften finns det idag kombinationer där den burna efterföljande maskinen slår på båda sidorna om traktorn (egentligen två slåttermaskiner bak alltså, dubbelslåttermaskin), detta ger en total arbetsbredd på 8-10 meter. Ibland ersätts den bakre burna av en bogserad dubbelslåttermaskin som slår på båda sidorna och totala arbetsbredden kan vara 11,5 meter.
Ytterligare en kombination är att ta den frontmonterade slåttermaskinen och montera den bakom den burna dubbelslåttermaskinen. Ekipage som körs bakåt (kräver traktor som kan använda bakåtställd förarplats), förenklar kontrollen av redskapet då styrhjulen (traktorns främre hjul) blir de bakre i färdriktningen (likt en truck) och man inte kan köra över grödan alls (de frontmonterade kan inte täcka upp när traktorn svänger mycket). Dessa utvecklingar har gett hård konkurrens till de självdrivna slåttermaskinerna.

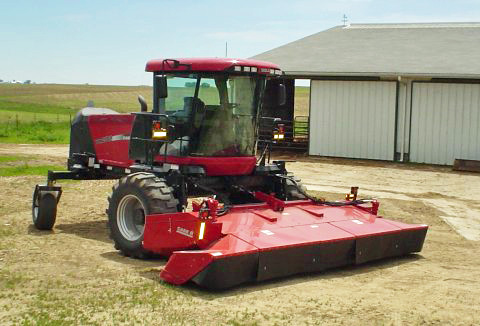
En modern självdriven slåttermaskin

Många moderna slåttermaskiner är försedda med en kross (även crimper) som förstör grödans vaxartad ytskikt genom viss mekanisk åverkan. Denna behandling påskyndar torkningen av grödan. En slåttermaskin med kross kallas för slåtterkross. 
Den slagna grödan formas i regel till en sträng efter maskinen, men ibland används bredspridning för att påskynda torkningen.